# Peterborough, New Hampshire
Peterborough är en kommun (town) i Hillsborough County i delstaten New Hampshire, USA med 6 418 invånare (2020).

## Kända personer från Peterborough
- Matt Deis, musiker
- Sam Huntington, skådespelare
- Jeremiah Smith, politiker
- Samuel Smith, politiker